# Lukas Nmecha
Lukas Nmecha (* 14. Dezember 1998 in Hamburg) ist ein deutsch-englischer Fußballspieler. Der Offensivspieler steht bei Leeds United unter Vertrag und ist deutscher Nationalspieler.

## Familie
Nmecha wurde als Sohn einer deutschen Mutter und eines nigerianischen Vaters in Hamburg geboren. 2007 wanderte die Familie nach England aus. Er besitzt daher die deutsche und britische Staatsbürgerschaft. Sein jüngerer Bruder Felix (* 2000) ist ebenfalls Fußballspieler.

## Karriere

### Im Verein
Nmecha wurde als Neunjähriger bei einem Turnier seiner Grundschulmannschaft aus Wythenshawe von Manchester City gescoutet, woraufhin er in die Jugend des Klubs wechselte. Ab der Saison 2015/16 spielte er neben Einsätzen in der U18 und in der UEFA Youth League in der U21 (ab der Saison 2016/17 U23). Am 19. Dezember 2017 debütierte Nmecha unter Pep Guardiola in der ersten Mannschaft, als er im League Cup beim Sieg gegen Leicester City im Viertelfinale kurz vor dem Ende der regulären Spielzeit eingewechselt wurde. Im Januar 2018 verlängerte Nmecha seinen Vertrag bis zum 30. Juni 2021. Zum Ende der Saison 2017/18 folgten zwei Kurzeinsätze in der Premier League. Er verpasste damit jedoch die 5-Spiele-Hürde, um als Einzelspieler englischer Meister zu werden. Daneben erzielte der Stürmer in der U23 in 11 Einsätzen 15 Treffer.
Zur Saison 2018/19 wechselte Nmecha auf Leihbasis zum Zweitligisten Preston North End. Er kam auf 41 Ligaeinsätze als Mittelstürmer oder auf dem Flügel (24 in der Startelf), in denen er vier Treffer erzielte. In der Sommervorbereitung 2019 kehrte Nmecha zu Manchester City zurück und kam in Testspielen der Profimannschaft zum Einsatz. Anfang August wechselte er für die Saison 2019/20 auf Leihbasis in die Bundesliga zum VfL Wolfsburg.
In der Bundesliga-Winterpause wurde der Spieler nach nur zwölf absolvierten Pflichtspielen für Wolfsburg nach England zurückgeholt und ab 3. Januar 2020 bis zum Ende der Spielzeit 2019/20 an den Zweitligisten FC Middlesbrough weiterverliehen. Für Middlesbrough absolvierte Nmecha als Mittelstürmer elf Ligaspiele, davon vier in der Startelf stehend, war jedoch an keinem Treffer direkt beteiligt; Ashley Fletcher oder Britt Assombalonga wurden ihm stets von Trainer Jonathan Woodgate vorgezogen. Mit dem Verein spielte er um den Klassenerhalt, der als Siebzehnter erreicht wurde.
Zur Saison 2020/21 wechselte Nmecha für ein Jahr auf Leihbasis zum belgischen Erstligisten RSC Anderlecht. Dort traf er auf den Cheftrainer Vincent Kompany, mit dem er bei Manchester City zusammengespielt hatte. Der Stürmer entwickelte sich unter ihm zum Stammspieler und erzielte in der Hauptrunde in 31 Spielen (30-mal von Beginn) 14 Tore. Als Dritter qualifizierte sich der RSC Anderlecht für die Meisterschaftsrunde. Dort kam Nmecha in allen 6 Spielen in der Startelf zum Einsatz und erzielte 4 weitere Tore. Mit insgesamt 18 Toren war er fünftbeste Torschütze der Spielzeit.
Zur Saison 2021/22 kehrte Nmecha zum VfL Wolfsburg zurück. Er unterschrieb bei den Wölfen einen Vertrag bis zum 30. Juni 2025 und traf auf seinen Bruder Felix, der wenige Tage später ebenfalls verpflichtet wurde.
Im Sommer 2025 wechselte er zu Leeds United und unterschrieb dort einen Vertrag bis 2027.

### In der Nationalmannschaft
Nmecha spielte zunächst für die englischen Nachwuchsnationalmannschaften. Mit der englischen U19-Nationalmannschaft wurde er bei der U19-Europameisterschaft 2017 in Georgien U19-Europameister. Anschließend spielte Nmecha einmal für die U20-Nationalelf (ein Tor) und 3-mal für die U21-Nationalmannschaft.
Im März 2019 wurde Nmecha von Stefan Kuntz erstmals für die deutsche U21-Nationalelf nominiert. Nachdem die FIFA ihm kurzfristig die Spielgenehmigung erteilt hatte, debütierte er am 26. März beim 2:1-Testspielsieg – dem letzten Testspiel vor der U21-Europameisterschaft 2019 – in Bournemouth gegen England. Nmecha wurde schließlich von Kuntz in den EM-Kader berufen. Er kam bei dem Turnier zu 3 Einwechslungen und musste sich mit der Mannschaft im Finale der spanischen Auswahl geschlagen geben.
Nachdem die Stürmer Luca Waldschmidt und Marco Richter die U21 nach der EM aufgrund ihres Alters verlassen hatten, wurde Nmecha Stammspieler. In der Qualifikation zur U21-Europameisterschaft 2021 erzielte er in 8 Spielen 7 Tore. Bei der Endrunde führte der 22-Jährige seine Mannschaft mit 4 Toren zum Titelgewinn und wurde Torschützenkönig. Dabei erzielte er beim 1:0-Finalsieg gegen Portugal in seinem letzten U21-Länderspiel den Siegtreffer.
Für die im November 2021 anstehenden Qualifikationsspiele zur Weltmeisterschaft 2022 wurde Nmecha vom Bundestrainer Hansi Flick erstmals in die A-Nationalmannschaft berufen. Er debütierte am 11. November 2021, als er bei einem 9:0-Sieg gegen Liechtenstein zur zweiten Halbzeit eingewechselt wurde.

## Erfolge und Auszeichnungen
Im Verein
- Englischer Ligapokalsieger: 2018

In der Nationalmannschaft
- U-21-Europameister: 2021 (Deutschland)
- U-19-Europameister: 2017 (England)

Auszeichnungen
- Torschützenkönig der U21-Europameisterschaft: 2021